# Speciality (album)
Ne doit pas être confondu avec Specialty.
Albums de Nami Tamaki
Make Progress
(2005) Don't Stay
(2008)
Albums par Nami Tamaki
Graduation ~Singles~
(2006)
Singles
Speciality est le 3e album de Nami Tamaki, sorti sous le label Sony Music Entertainment Japan le 12 juillet 2006 au Japon. Il atteint la 1re place du classement de l'Oricon et reste classé pendant 9 semaines, pour un total de 86 997 exemplaires vendus. Il sort en format CD et CD+DVD.

## Liste des titres
| 1.  | Speciality ~Instrumental~ | Tomo.                 | Tomo.                         | 1:47 |
| 2.  | Result                    | shungo.               | Fujisuke Miki, Saitou Shinya  | 4:18 |
| 3.  | IDentity                  | Nami Tamaki           | 島崎貴光, Saitou Shinya       | 4:18 |
| 4.  | New World                 | meg rock, 日比野裕史  | 日比野裕史, Saitou Shinya     | 3:52 |
| 5.  | Sunrize                   | 辻純更                | 草野よしひろ, 谷口浩司        | 4:48 |
| 6.  | Castaway                  |                       |                               | 4:08 |
| 7.  | No Way Back               | 島崎貴光              | 島崎貴光、伊藤俊、Yūta Nakano | 4:08 |
| 8.  | Sanctuary                 | mavie, ats-           | ats-                          | 4:57 |
| 9.  | Get Wild                  | Komuro Mitsuko        | Komuro Tetsuya                | 4:28 |
| 10. | Reach For The Rainbow     | mavie                 | nishi-ken                     | 4:30 |
| 11. | My Way                    | Ｒｉｋａ Ｋａｎｅｋｏ | Tomo., m-takeshi              | 4:24 |
| 12. | Ready Steady Go!          | 夏野芹子              | ZIGGY, 神田和幸               | 5:10 |

| 1. | Sunrise  |  |
| 2. | Castaway |  |
| 3. | Get Wild |  |
| 4. | My Way   |  |